# گریپواین (تگزاس)
گریپواین، تگزاس(به انگلیسی: Grapevine, Texas) شهری در ایالت تگزاس از ایالات جنوبی ایالات متحده آمریکا است. در سرشماری سال ۲۰۰۰، جمعیت این شهر ۴۲۱۰۱ نفر اعلام شد.

## نگارخانه

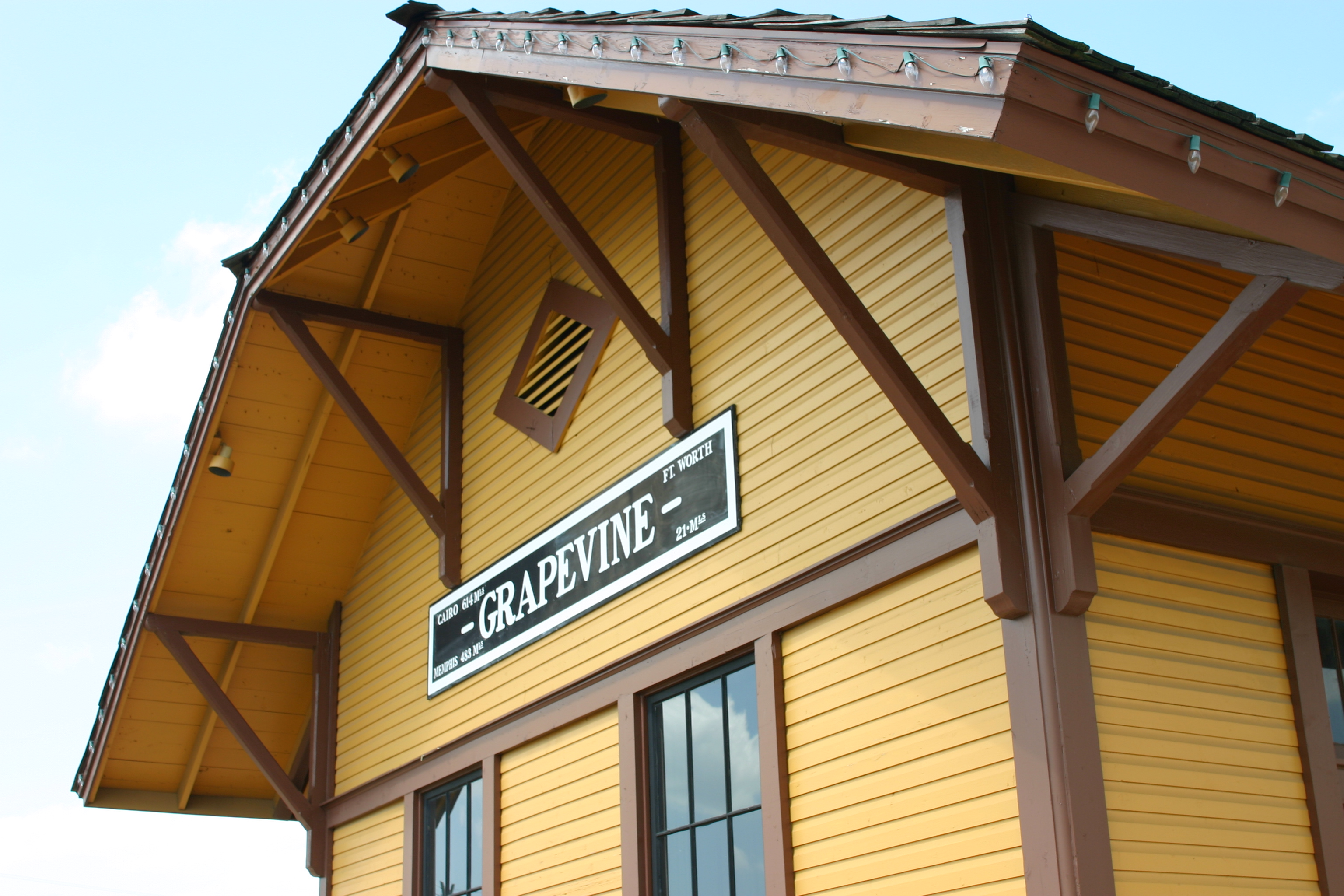
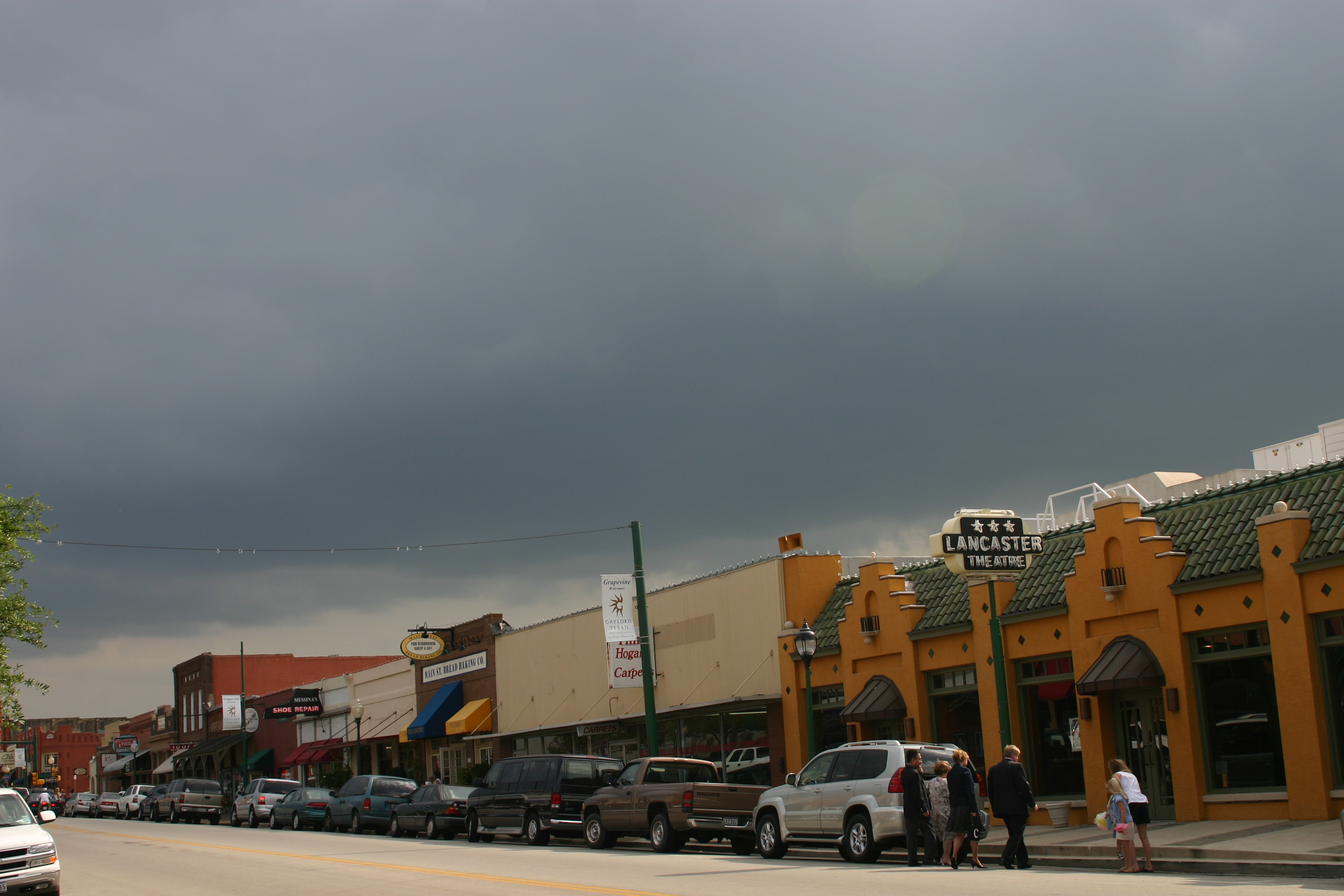
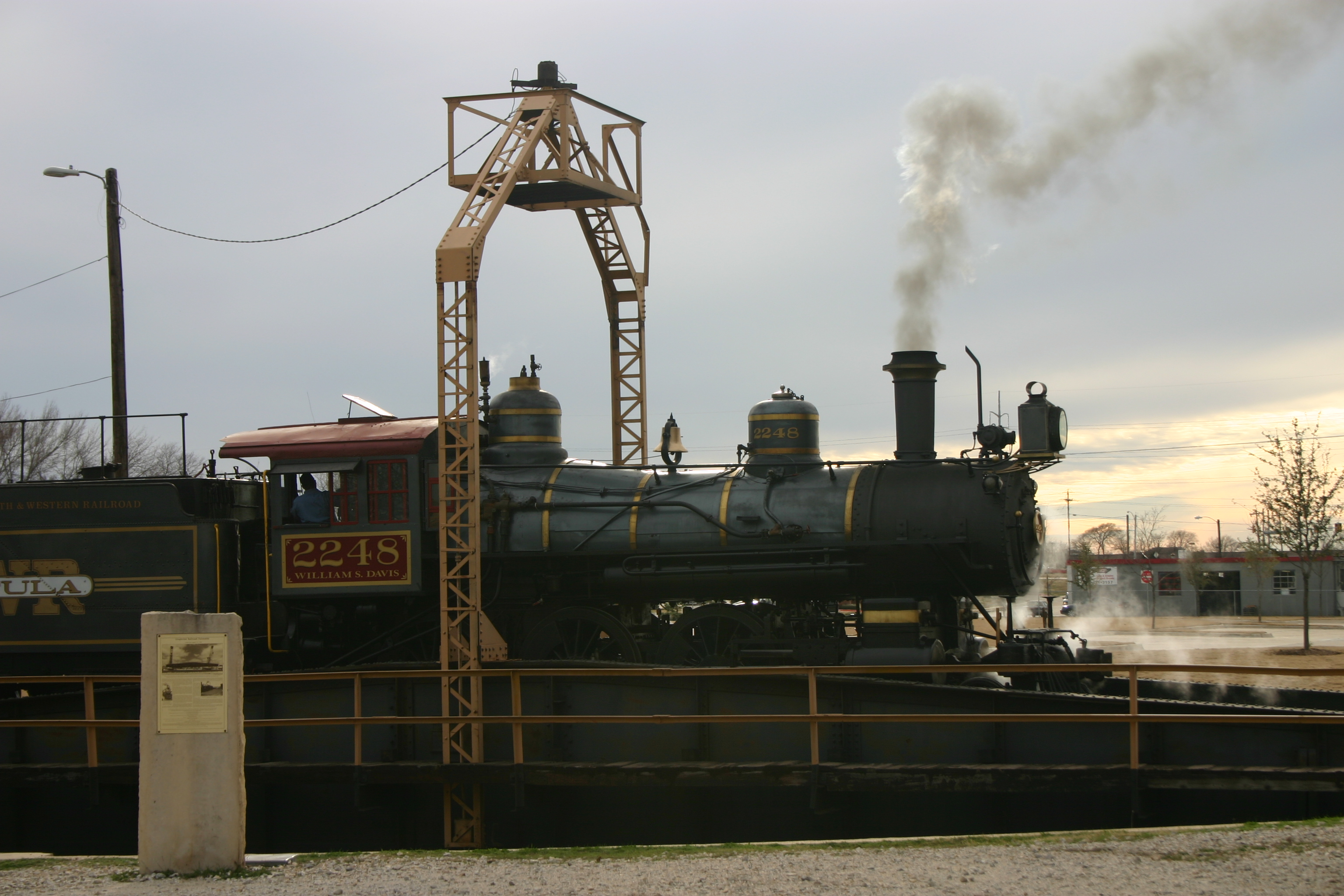
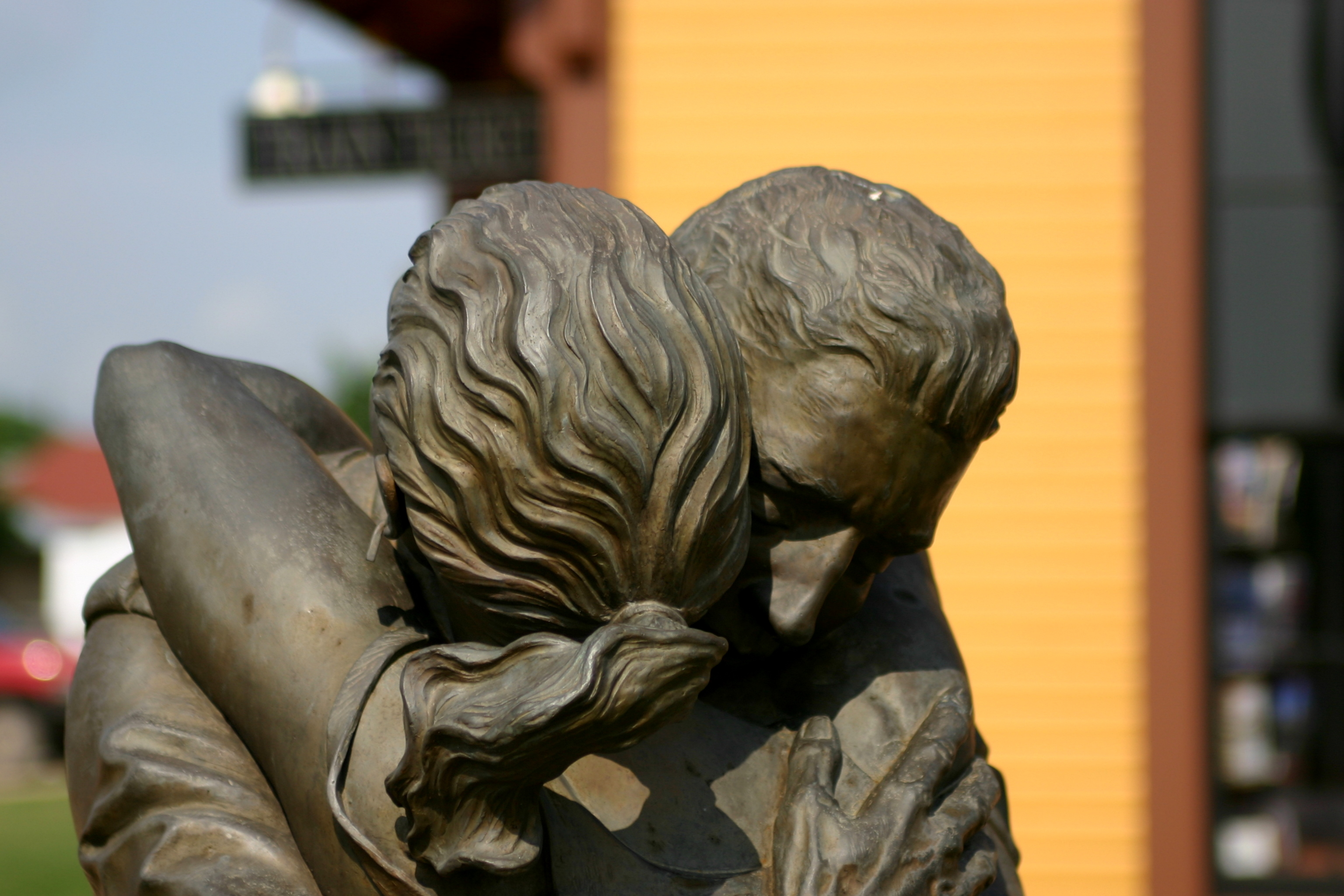